# منحنى كوزنتس

منحنى كوزنتس

منحنى كوزنتس (بالإنجليزية: Kuznets curve)‏، هو تمثيل بياني لفرضية الاقتصادي سيمون كوزنتس، التي تقضي بأن اللامساواة الاقتصادية، في بلد ما، تكون مرتفعة، في بدايات النمو الاقتصادي، قبل أن تدخل مرحلة انخفاض، عند بلوغ معدل الدخل الوطني، حاجزا حرجا.
يفترض كوزنتس بأن الاقتصاد الحر يقضي على التفاوتات الاقتصادية، فقط بآليات السوق الحر و النمو الاقتصادي. حسب كوزنتس، فإن هذا التطور التاريخي يفسر بانتقال العمالة من قطاعات إنتاجية ذات مردودية دنيا (الزراعة) نحو قطاعات أفضل مردودية (الصناعة).
صيغت الفرضية سنة 1955، انطلاقا من أعمال سيمون كوزنتس حول النمو الاقتصادي لسنوات الخمسينات.

## الفكرة العامة
يمثل منحنى كوزنتس التفاوتات الاقتصادية في بلد ما، بدلالة نموه الاقتصادي، الذي يفترض تصاعديا مع الزمن:
- في مراحل النمو الأولى، حيث تكون الاستثمارات في البنيات التحتية و الموارد الطبيعية هي المحرك الأساسي للنمو، تزداد حدة التفاوتات الاقتصادية، نظرا لتركز المداخيل لدى من يدخرون و يستثمرون أكثر. تسمى هذه الظاهرة الاقتصادية بلعنة كوزنتس.
- في مراحل النمو المتقدمة، يصبح للرأسمال البشري ثقل أكبر في تحفيز النمو، يفوق تأثير الرأسمال الكلاسيكي. ينتج عن ذلك تباطؤ للتفاوتات و النمو الاقتصادي، في نفس الآن، بسبب تعميم و كلفة الولوجية إلى التعليم و المعارف.

منحنى كوزنتس ذو شكل جرسي، محور أفاصيله يمثل الزمن أو المدخول الفردي، بينما يمثل محور أراتيبه معامل جيني المفسر للفوارق الاقتصادية.
نسبة كوزنتس هي قسمة دخل ال 20% الأكثر مدخولا على دخل ال 20% الأقل دخلا في مجتمع معين. تبلغ المساواة الاقتصادية إذا كانت نسبة كوزنتس = 1.
اقترح كوزنتس عاملين مفسرين لهذه الظاهرة التاريخية:
- انتقال العمالة من الزراعة إلى الصناعة.
- تمدين العمالة القروية.

في كلا السياقين، انخفضت التفاوتات بعد أن انتقلت نصف العمالة إلى قطاعات مدرة لمداخيل أكبر.

## انتقاد منحنى كوزنتس
في المرحلة المعاصرة، تتعرض فرضيات كوزنتس التي تفيد بأن النمو الاقتصادي كاف لامتصاص التفاوتات الاقتصادية، بطريقة طبيعية، لانتقادات حول نجاعتها، إن على المستوى التجريبي أو النظري.

### انتقادات منهجية
- استعمل كوزنتس بيانات لدول مختلفة، في نفس المرحلة الزمنية؛ و لم يستند على متواليات زمنية لقياس تطور التفاوتات لكل بلد على حدة.
- قارن كوزنتس بين مجموعتين من الدول الغنية و الفقيرة لاستنتاج المنحنى. في مجموعة الدول، ذات الدخل المتوسط، كانت الأغلبية لدول أمريكا اللاتينية، المعروفة تاريخيا بتفاوتات صارخة. عند تحييد الأخيرة من نموذج الانحدار، يختفي الشكل الجرسي للمنحنى.

### انتقادات نظرية
بين طوما بيكيتي (2005)، استنادا إلى البيانات الفرنسية والأمريكية، بأن التفاوتات لم تكن مرتبطة بنمو الناتج الداخلي الخام للفرد، بل بأحداث أخرى غير منتظرة (حروب، تضخم، كوارث) و بالتشريعات الضريبية (خصوصا ضريبة الدخل). يرجح بيكيتي بأن كوزنتس بنى فرضيته المتفائلة في سياق كانت فيه المردودية الاقتصادية تتحسن بشكل كبير، خلال المرحلة التي عرفت بالثلاثين المجيدة (1945-1973).

## منحنى كوزنتس البيئي

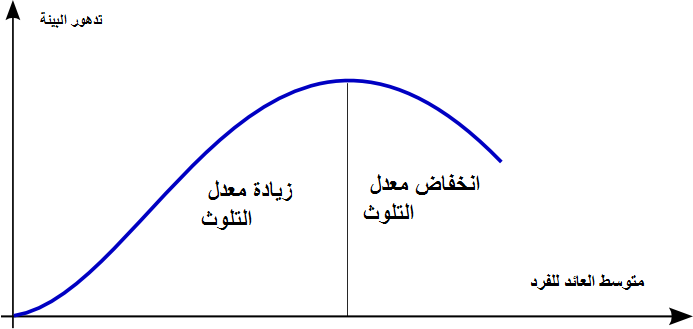
منحنى كوزنتس البيئي

حسب أعمال غروسمان و كروغر (1994)، يمكن محاكاة نموذج منحنى كوزنتس في المجال البيئي؛ فالعديد من المؤشرات الصحية و البيئية (تلوث الماء والهواء) تتدهور بشكل كبير في بداية النمو الاقتصادي (بسبب التصنيع الكثيف)، إلا أنها سرعان ما تتحسن بمجرد بلوغ المجتمعات مستويات دخل عليا، و اهتمامها بجودة الحياة.